# Yo Canto (album Julia Iglesiasa)
Yo canto je prvi studijski album španjolskog pjevača Julia Iglesiasa objavljen 1969. Album je bio 15 tjedana na španjolskoj ljestvici albuma.  popevši se na 3. mjesto. Četiri pjesme s albuma uspele su se na španjolsku ljestvicu singlova.
Tekstovi: Julio Iglesias. 
| Br. | Skladba                             | Trajanje |
| --- | ----------------------------------- | -------- |
| 1.  | »La vida sigue igual«               | 3:35     |
| 2.  | »Tenía una guitarra«                | 3:10     |
| 3.  | »Gwendolyne«                        | 3:40     |
| 4.  | »El viejo Pablo«                    | 3:00     |
| 5.  | »Hace unos años«                    | 3:55     |
| 6.  | »No llores, mi amor«                | 2:54     |
| 7.  | »Yo canto«                          | 3:20     |
| 8.  | »Alguien que pasó«                  | 4:10     |
| 9.  | »Mis recuerdos«                     | 2:45     |
| 10. | »En un barrio que hay en la ciudad« | 2:40     |
| 11. | »Lágrimas tiene el camino«          | 2:26     |
| 12. | »Chiquilla«                         | 4:30     |

## Vanjske poveznice
- Diskografija Julia Iglesiasa